# Obwód żytomierski

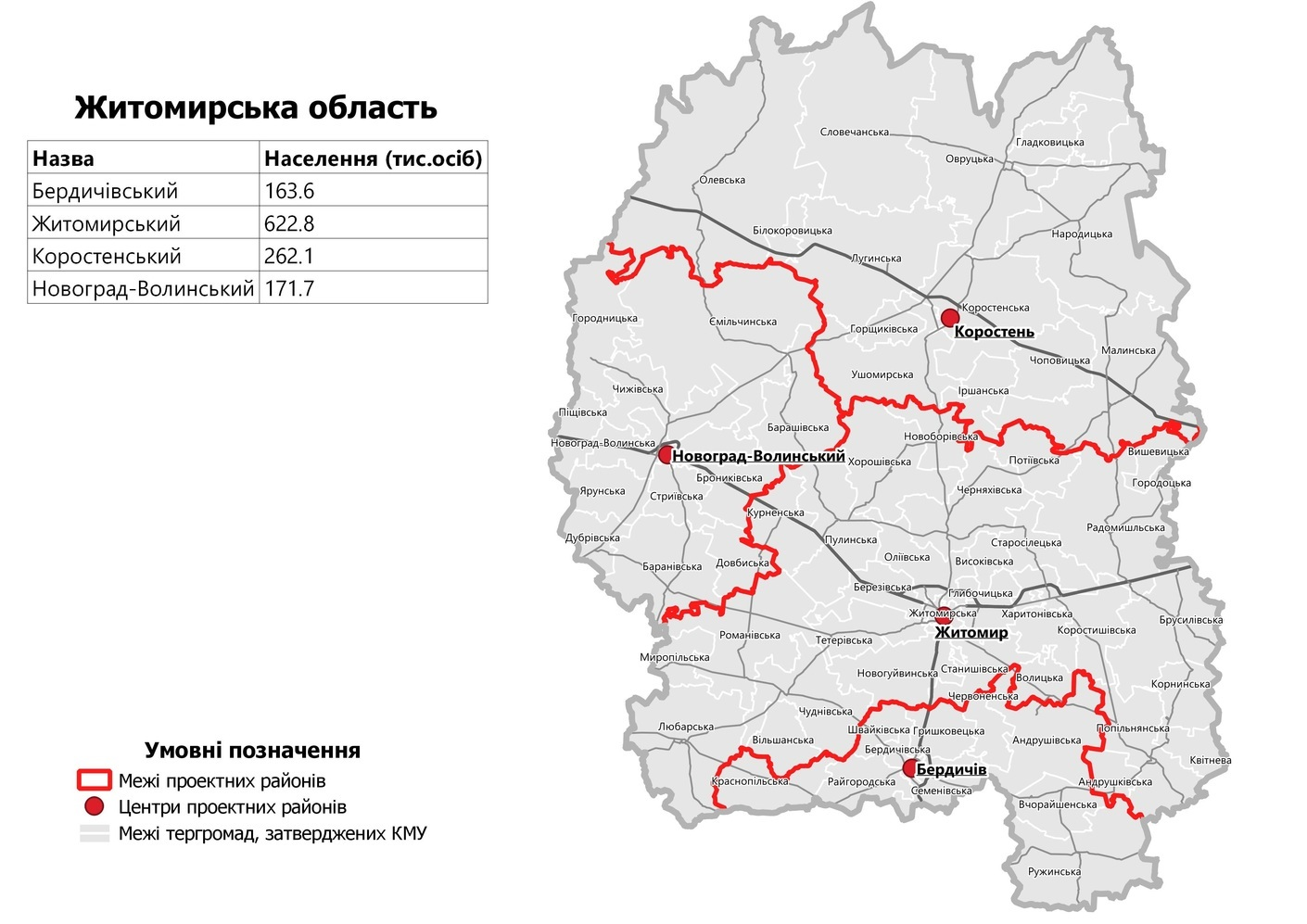
Rejony od 2020 roku

Rejony do 2020 roku

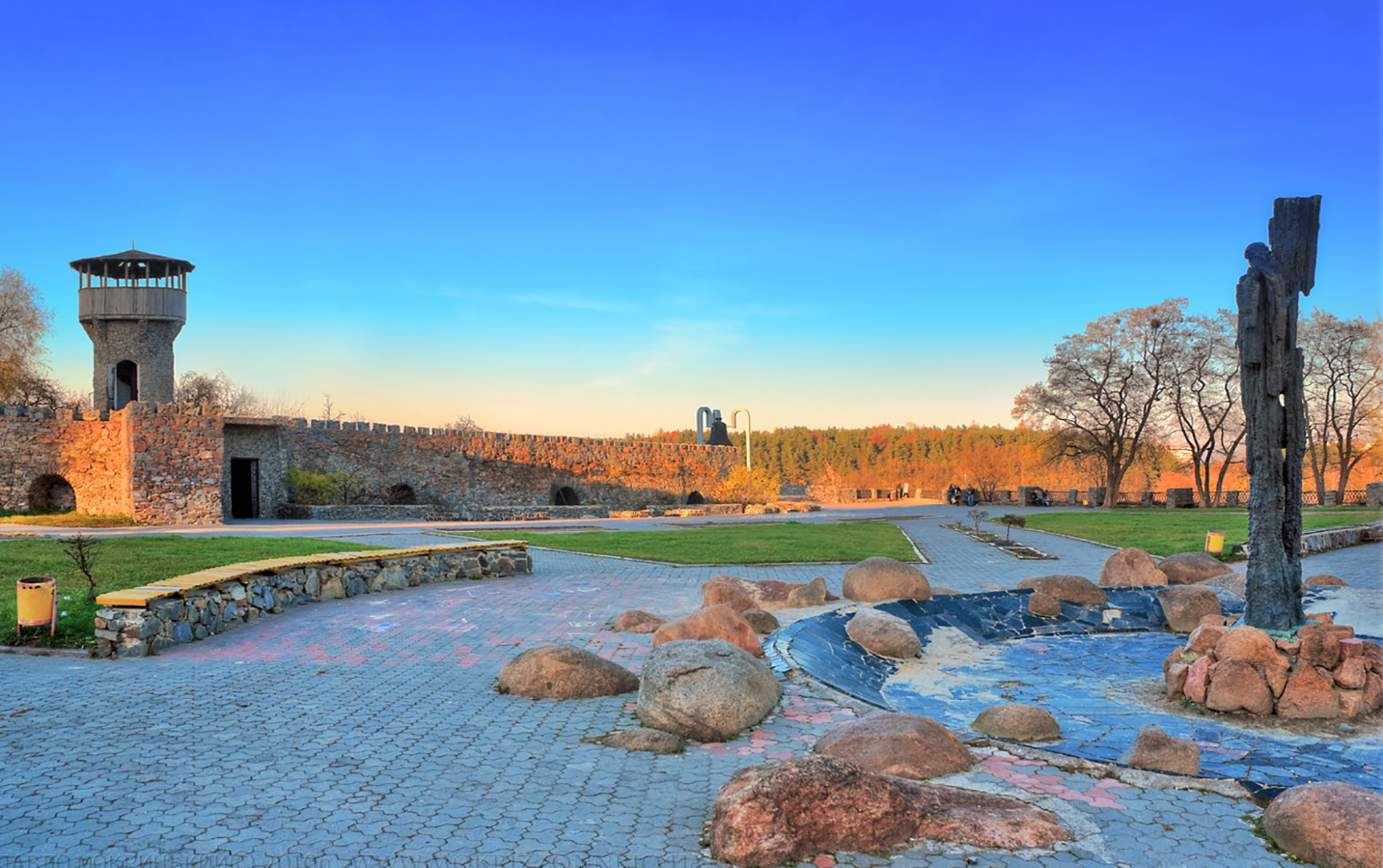
Pozostałości zamku Ostrogskich, Chodkiewiczów i Lubomirskich w Zwiahlu

Obwód żytomierski (ukr. Житомирська область) – jeden z 24 obwodów Ukrainy. Leży w północnej części Ukrainy, przy granicy z Białorusią. Stolicą obwodu jest Żytomierz.
Zachodnia część obwodu leży geograficznie na Wołyniu (Zwiahel, Baranówka), większa część na Polesiu.
Obwód żytomierski graniczy z obwodami: rówieńskim, chmielnickim, winnickim i kijowskim oraz białoruskim obwodem homelskim.
Na pograniczu obwodów żytomierskiego i winnickiego znajduje się Krater Zapadnaja.

## Podział administracyjny
Obwód dzieli się na 4 rejony:
- berdyczowski
- korosteński
- zwiahelski
- żytomierski

Do 19 lipca 2020 roku obwód dzielił się na 23 rejony:
- andruszowski
- baranowski
- berdyczowski
- brusyliwski
- cudnowski
- czerniachowski
- emilczyński
- horoszowski
- korosteński
- korosteszowski
- lubarski
- łuhyński
- maliński
- narodycki
- nowogrodzki
- olewski
- owrucki
- popilniański
- puliński
- radomyski
- romanowski
- różyński
- żytomierski

oraz 5 miast wydzielonych: Berdyczów, Korosteń, Malin, Nowogród Wołyński oraz Żytomierz.

## Historia
Cały obszar obwodu do II rozbioru Polski znajdował się w granicach I Rzeczypospolitej. Administracyjnie w większości podlegał województwom wołyńskiemu i kijowskiemu. Sam Żytomierz był miastem królewskim Korony Królestwa Polskiego oraz stolicą województwa kijowskiego po 1667 r. Prywatnymi miastami szlacheckimi były m.in. Berdyczów i Zwiahel).
Obwód został utworzony w 1937 r. w ramach ZSRR i graniczył z II Rzeczpospolitą. Wcześniej, w latach 1925-1935, w pobliżu Żytomierza istniał Polski Rejon Narodowy im. Juliana Marchlewskiego.
Na początku 2022 r. niewielkie fragmenty obwodu żytomierskiego były okupowane przez wojska rosyjskie.

## Demografia
Skład narodowościowy obwodu w 2001 roku według ukraińskiego spisu powszechnego:

1. Ukraińcy: 1254,9 tys. (90,3%)
2. Rosjanie: 68,9 tys. (5%)
3. Polacy: 49 tys. (3,5%)
4. Bułgarzy: 4,9 tys. (0,4%)
5. Żydzi: 2,7 tys. (0,2%)
6. Mołdawianie: 1,4 tys. (0,1%)
7. Niemcy: 1 tys. (0,1%)
8. Czesi: 0,8 tys. (0,1%)
9. Ormianie: 0,8 tys. (0,1%)
10. Cyganie: 0,8 tys. (0,1%)

Obwód żytomierski jest największym skupiskiem Polaków na Ukrainie, a Żytomierz jednym z głównych kulturalnych ośrodków polskich obok Lwowa.

## Miasta
1. Żytomierz
2. Berdyczów
3. Korosteń
4. Zwiahel
5. Malin
6. Korosteszów
7. Owrucz
8. Radomyśl
9. Baranówka
10. Olewsk
11. Andruszówka
12. Cudnów

## Zabytki
- Cmentarz rzymskokatolicki w Żytomierzu – jedna z najstarszych i największych polskich nekropolii na Kresach Wschodnich[10]
- Kościoły z okresu Polski przedrozbiorowej: klasztor karmelitów bosych i kościół Niepokalanego Poczęcia Najświętszej Maryi Panny w Berdyczowie, katedra św. Zofii w Żytomierzu, kościół Narodzenia Najświętszej Maryi Panny w Korosteszowie
- Pałac Hańskich w Wierzchowni
- Domy Józefa Ignacego Kraszewskiego i Jarosława Dąbrowskiego w Żytomierzu
- Żytomierska Filharmonia Obwodowa, dawniej polski Teatr Żytomierski
- Kompleks Historyczno-Kulturalny „Zamek Radomyśl”
- Monaster Przemienienia Pańskiego w Tryhorach

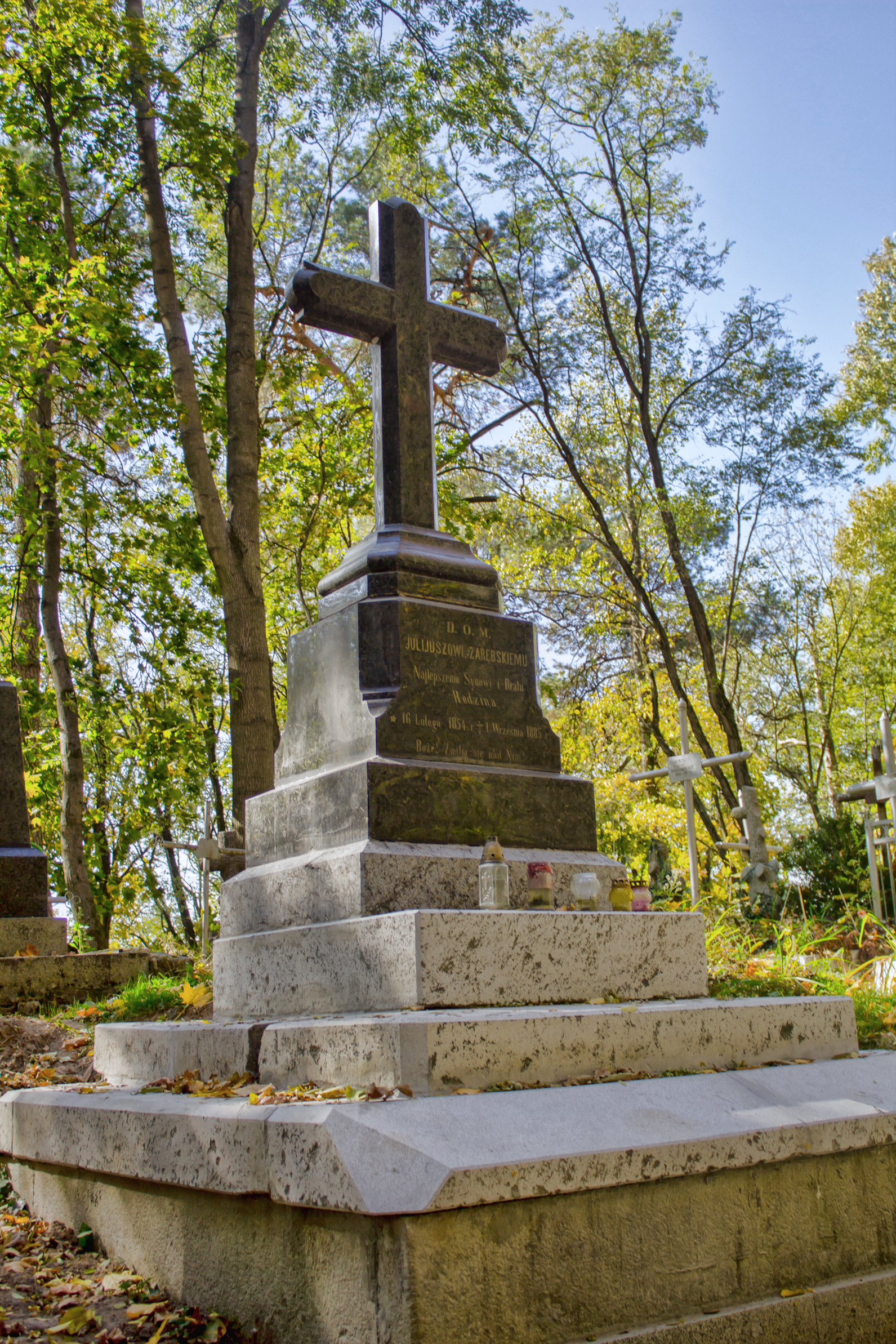
Cmentarz rzymskokatolicki w Żytomierzu
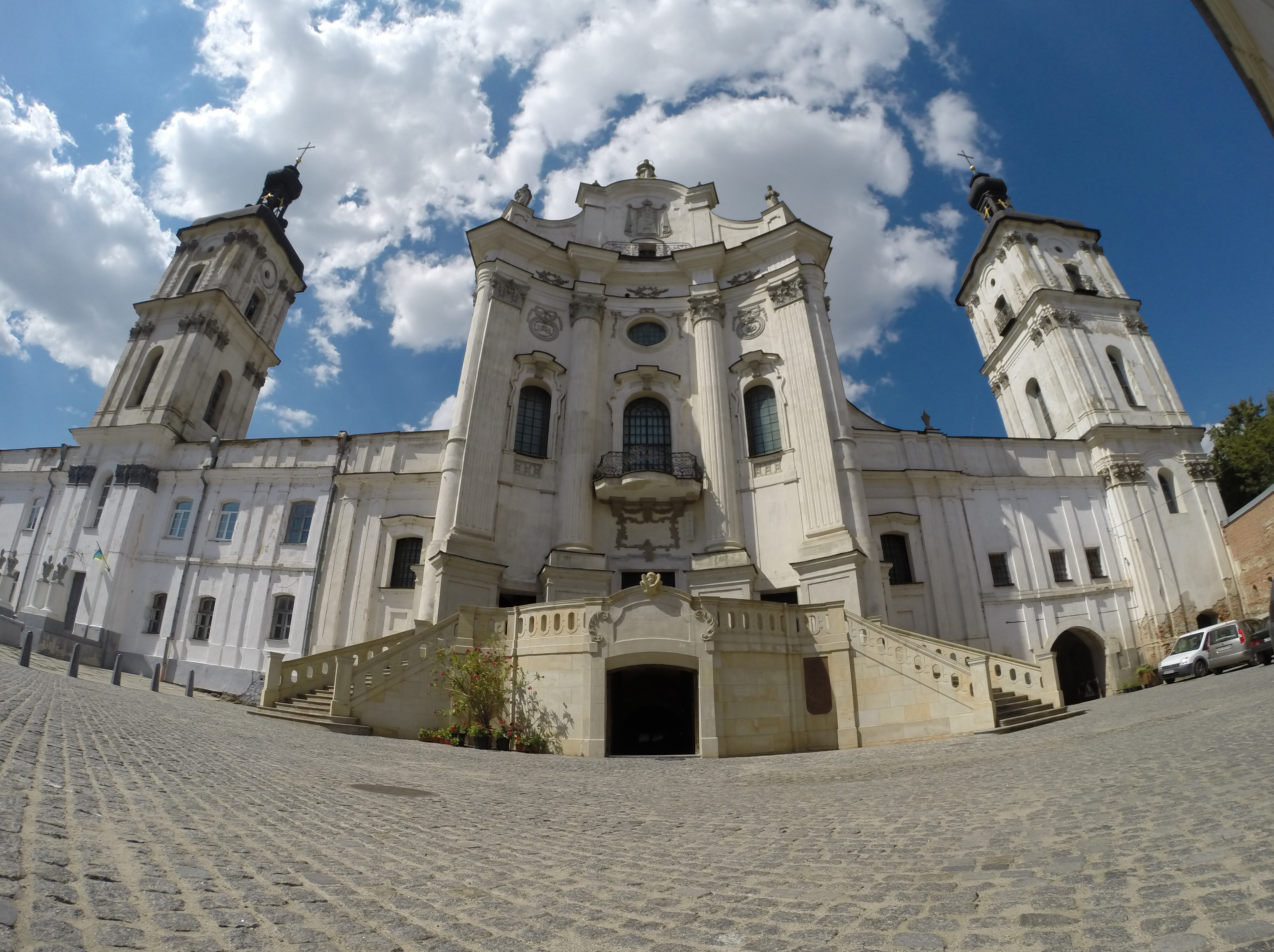
Kościół Niepokalanego Poczęcia Najświętszej Maryi Panny w Berdyczowie
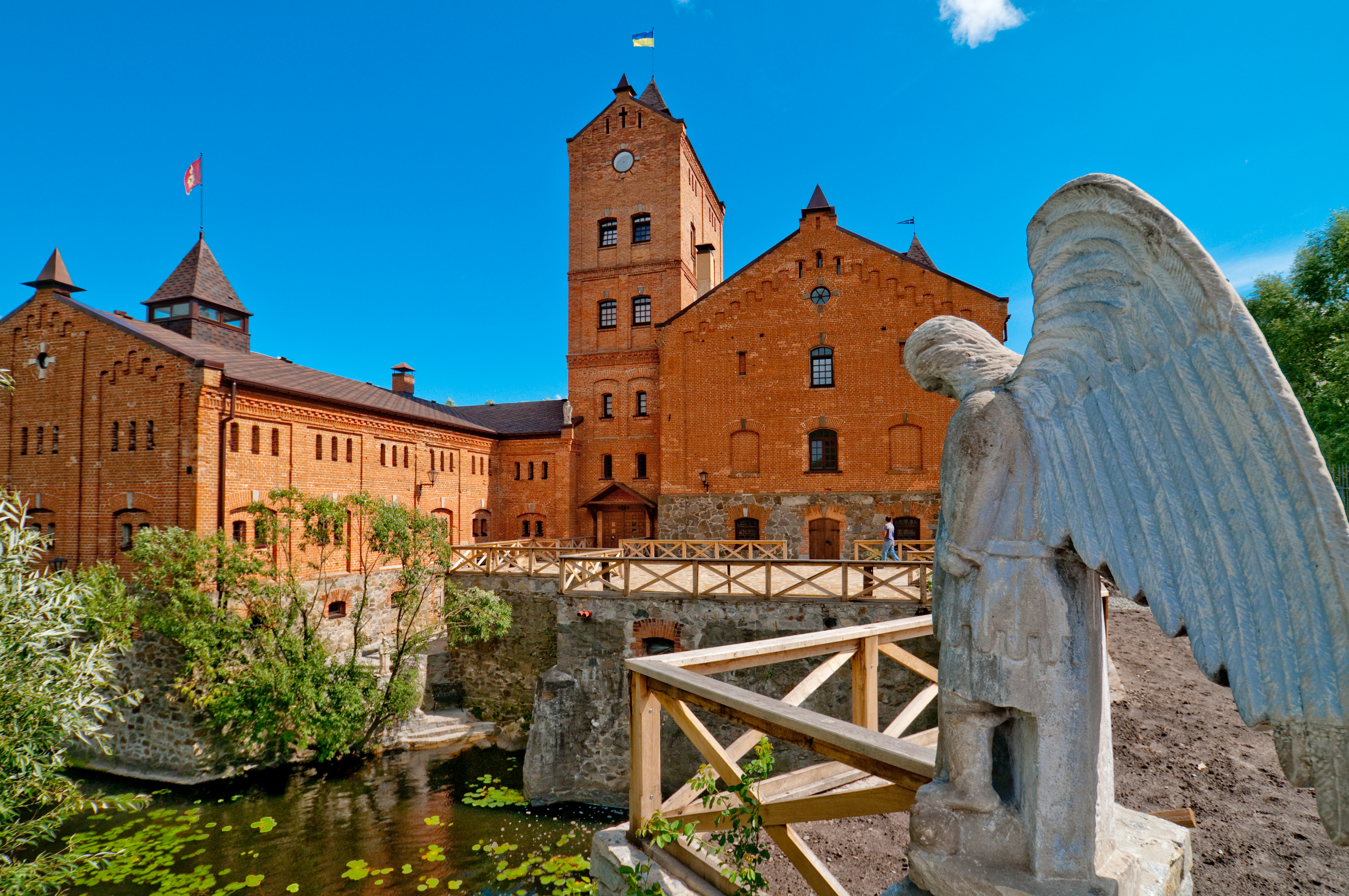
Kompleks Historyczno-Kulturalny „Zamek Radomyśl”
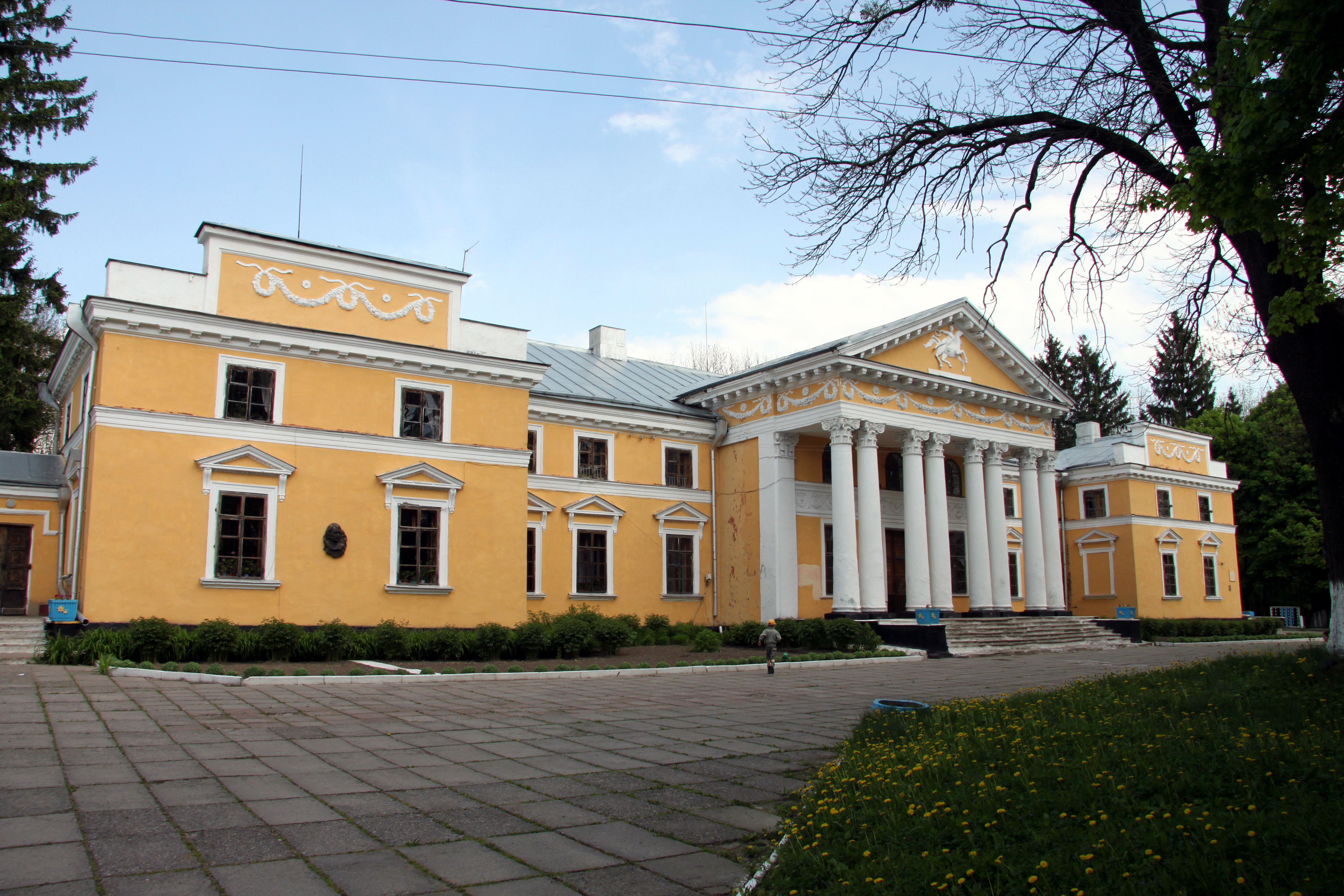
Pałac Hańskich w Wierzchowni
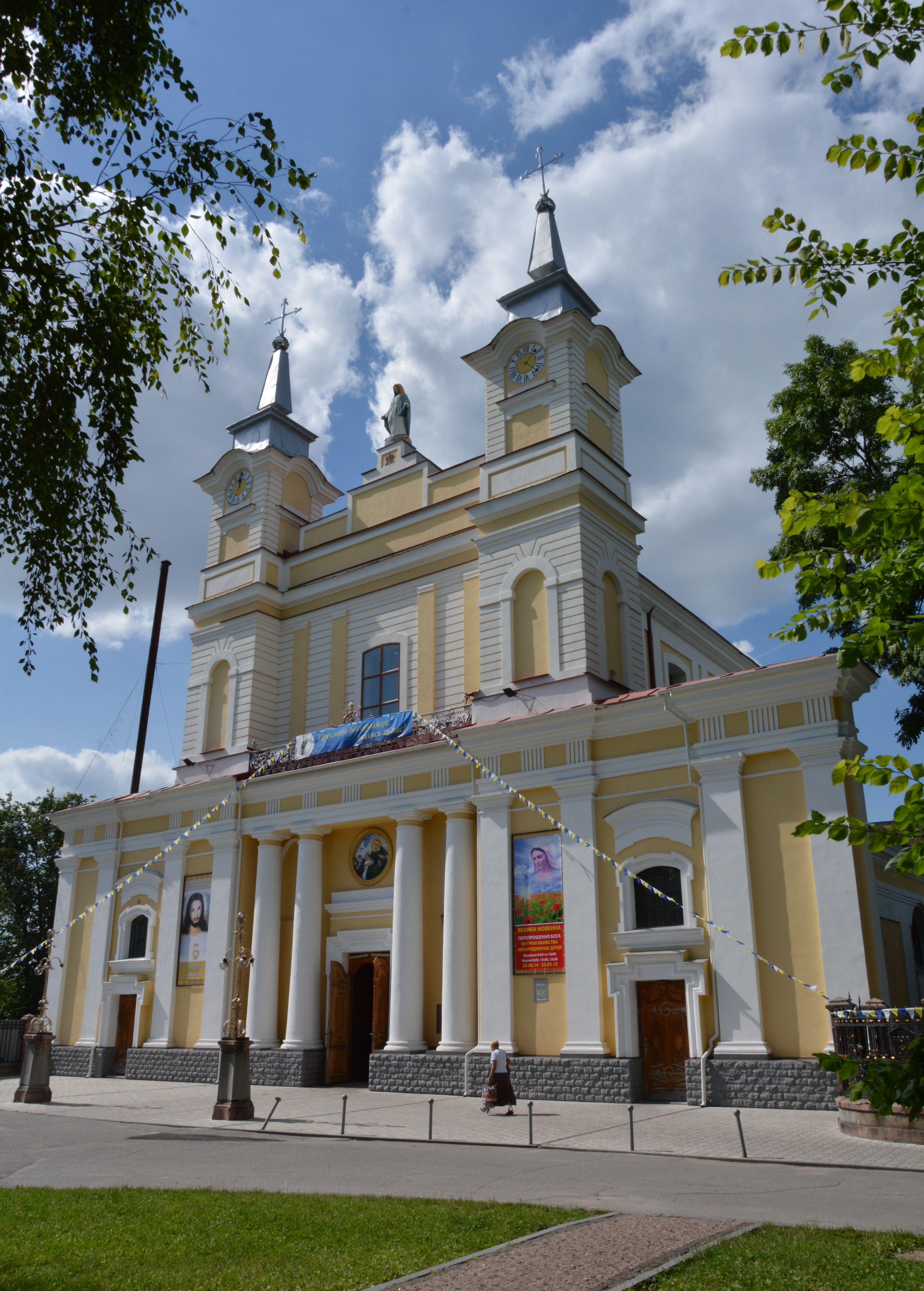
Katedra św. Zofii w Żytomierzu